# Salvadori's kanarie
Salvadori's kanarie (Crithagra xantholaema; synoniem: Serinus xantholaemus) is een zangvogel uit de familie Fringillidae (vinkachtigen).

## Verspreiding en leefgebied
Deze soort is endemisch in de savannen van Ethiopië.